# Discrete Mathematics
Pour le domaine mathématique, voir Mathématiques discrètes.
Discrete Mathematics est une revue mathématique bimensuelle à comité de lecture  publiée par North-Holland Publishing Company (qui maintenant fait partie de Elsevier).

## Description
La revue publie des articles dans les domaines de mathématiques discrètes, de combinatoire, théorie des graphes, hypergraphes, matroïdes et leurs applications, également en théorie du codage, plan en blocs, ensembles partiellement ordonnés, combinatoire extrémale, théorie des matrices, combinatoire algébrique, géométrie discrète, et théorie des probabilités discrètes.
Elle a été fondée en 1971 par North-Holland Publishing Company. Elle publie des notes courtes, des articles longs, et des articles de synthèse. De plus, la revue publie à intervalles irréguliers des numéro spéciaux dédiés à des sujets précis. Au début, les  publications étaient aussi acceptées en français et allemand, maintenant l'anglais est la seule langue acceptée. Le rédacteur en chef est en 2019 Douglas West de l'université de l'Illinois à Urbana-Champaign. Le journal est mensuel d'abord (1971-2005), puis bimensuel.
La revue publie un volume par an, composé de 24 numéros. À titre d'exemple, le volume 341, de 2018, comporte environ 3500 pages.

## Historique
Le tout premier article, publié en 1971, a été écrit par Paul Erdős qui a publié en tout 84 articles dans cette revue.  D'autres articles remarquables sont :
- 1972 : László Lovász, « Normal hypergraphs and the perfect graph conjecture », Discrete Mathematics, vol. 2, no 3,‎ 1972, p. 253–267 (DOI 10.1016/0012-365X(72)90006-4)) — Cité 846 fois[4].
- 1973 : Richard Stanley, « Acyclic orientations of graphs », Discrete Mathematics, vol. 5, no 2,‎ 1973, p. 171–178 (DOI 10.1016/0012-365X(73)90108-8)) — Cité 448 fois.
- 1973 : Václav Chvátal, « Tough graphs and Hamiltonian circuits », Discrete Mathematics, vol. 5, no 3,‎ 1973, p. 215–228 (DOI 10.1016/0012-365X(73)90138-6, MR 0316301)) — Cité 601 fois.
- 1980 : Philippe Flajolet, « Combinatorial aspects of continued fractions », Discrete Mathematics, vol. 32, no 2,‎ 1980, p. 125–161 (DOI 10.1016/0012-365x(80)90050-3, lire en ligne)) — Cité 518 fois.
- 1985 : Doron Zeilberger et David M. Bressoud, « A proof of Andrews' q-Dyson conjecture », Discrete Mathematics, vol. 54, no 2,‎ 1985, p. 201–224 (DOI 10.1016/0012-365X(85)90081-0, MR 791661)) — Cité 84 fois.

## Résumés et indexation
La revue est indexée et ses articles sont résumés dans :
- ACM Computing Reviews
- Cambridge Scientific Abstracts (en)
- Current Contents
- International Abstracts in Operations Research
- Mathematical Reviews
- Pascal
- Science Citation Index
- Zentralblatt MATH
- Scopus

D'après le Journal Citation Reports, la revue avait en 2012 un facteur d'impact de 0,578. Sur le site du journal, le facteur d'impact 0,728 est donné pour 2018 et le SCImago Journal Rank (SJR) est 0,899.

## Accès ouvert
Comme pour les autres revues mathématiques de Elsevier, l'accès est ouvert, mais après un délai de latence de 48 mois.

## Articles liés
- Liste des journaux scientifiques en mathématiques